# World Heart Federation
La World Heart Federation (WHF) è un'organizzazione non governativa fondata nel 1971 a Ginevra.

## Storia
Nel 1933 si svolse a Praga un incontro internazionale preliminare e informale di cardiologi, ma l'ascesa del nazismo al potere e lo scoppio della Seconda Guerra Mondiale arestarono il progredire della cooperazione internazionale sul campo fino al '46, quando fu organizzato un congresso cardiologico a Città del Messico.
Nel settembre 1950, fu convocato a Parigi il primo Congresso mondiale di cardiologia sotto l'egida della Società internazionale di cardiologia, che era stata fondata quattro anni prima. I successivi congressi si svolsero a intervalli di quattro anni fino al 2006; da allora, si sono tenuti a cadenza biennale.
Nel 1978, l'International Society of Cardiology si unì alla International Cardiology Federation, fondata nel 1970, per formare l'International Society and Federation of Cardiology. Nel 1998, quest'ultima modificò la propria denominazione in World Heart Federation.

## Attività
La federazione ospita ogni due anni il Congresso mondiale di cardiologia.

Nel 2000 fu lanciata l'iniziativa della Giornata Mondiale del Cuore allo scopo di informare le persone in tutto il mondo che le malattie cardiache e l'ictus sono la prima causa di morte a livello globale.